# 吉田雄悟
吉田雄悟（日语：／ Yoshida Yugo，1983年11月11日—），日本男子帆船运动员。他曾代表日本参加2010年亚洲运动会帆船比赛，获得一枚金牌。他也曾参加2012年夏季奥林匹克运动会。